# آینور هوتان سوروجو
آینور هاتون سوروجو (* ۱۷. ژانویه ۱۹۸۲ در برلین غربی ; † ۷ فوریه ۲۰۰۵) یک ترک‌-کرد آلمانی بود که قربانی یک قتل ناموسی شد. او با سه گلوله به سر توسط یکی از برادرانش در یک ایستگاه اتوبوس در برلین-تمپلهوف کشته شد.
مرگ او باعث خشم در سراسر آلمان شد و بحثی را در مورد ازدواج‌های اجباری و ارزش‌های خانواده‌های مسلمان ساکن آلمان برانگیخت.

## زندگی
پدرش کریم سوروجو (۱۹۴۰–۲۰۰۷) باغبان بود و اهل روستای اوزونراک در پاسینلر در استان ارزروم (ترکیه) بود. مادرش هانیم سوروجو از روستای مجاور ماریفت می‌آید. آنها در اوایل دهه ۱۹۷۰ به برلین (غرب) نقل مکان کردند. هشت فرزند از نه فرزند او در آلمان به دنیا آمدند، هاتون سوروجو با پنج برادر و سه خواهر در کروتسبرگ بزرگ شد. او پنجمین فرزند سوروجو و اولین دختر آنها بود. در سن ۱۶ سالگی به اجبار با پسر عمویش اسماعیل در استانبول ازدواج کرد که در سال ۱۹۹۹ توسط او باردار شد. پس از نزاع با او و خانواده مومنش، به تنهایی به برلین بازگشت و در آنجا با پسرش جان (ترکی: "روح"، "زندگی") به دنیا آمد. او به خود لقب آینور داد که به معنای "مهتاب" یا "کسی که به اندازه ماه می‌درخشد".
در اکتبر ۱۹۹۹، سوروجو از آپارتمان والدینش در کروزبرگ در نزدیکی کوت‌بسر تور نقل مکان کرد، روسری خود را برداشت و به خانه‌ای برای مادران زیر سن قانونی پناه برد. در آنجا او دیپلم دبیرستان خود را گرفت. در همان زمان او به دنبال حمایت روان درمانی بود. او بعداً به آپارتمان خود در برلین-تمپلهوف نقل مکان کرد و به عنوان یک برق کار شاگردی کرد. او دوره کارآموزی خود را با موفقیت به پایان رساند و در سال ۲۰۰۵ تنها چند روز با تکمیل امتحان کارآموزش فاصله داشت. بلافاصله پس از آن، او می‌خواست به جنوب آلمان نقل مکان کند و بعداً دیپلم حرفه ای خود را بگذراند. از آنجایی که او همچنان می‌خواست مورد قبول خانواده اش قرار گیرد، با پدر و مادر و خواهر و برادرش ارتباط برقرار کرد.

## ترور

### سیر اتفاق‌ها
به گفته برادرش آیهان سوروجو، او عصر روز ۷ آوریل با او ملاقات کرد. فوریه ۲۰۰۵ در آپارتمان او. مشاجره شد، اما او همچنان او را در بیرون و در راه به ایستگاه اتوبوس در Tempelhofer Oberlandstrasse همراهی کرد. در آنجا از او پرسید: «از گناهانت پشیمان شدی؟» و سپس با سه گلوله به سر او را کشت. در ۱۴ ام فوریه ۲۰۰۵، پلیس سه تن از برادران او را به عنوان مظنون دستگیر کرد. بازرسان پس از اطلاع از اینکه سوروجو شوهر و خانواده خود را ترک کرده و تصمیم گرفته‌است زندگی مستقلی داشته باشد، مشکوک شدند که انگیزه جنایت یک به اصطلاح «قتل ناموسی» بوده‌است. سوروجو قبلاً چندین بار تهدید به مرگ علیه او را به پلیس گزارش داده بود، اما هیچ حمایتی دریافت نکرد.

### واکنش‌ها
در ملاء عام، این قتل بلافاصله با شش قتل دیگر در برلین از اکتبر ۲۰۰۴ همراه شد که در آن «قتل ناموسی» یک زن مشکوک به انگیزه آن بود.
این پرونده از طریق بحث در یک دانش آموز کلاس هشتمی در دبیرستان توماس مور در برلین-نوکولن، که در آن سه دانش آموز قتل را تأیید کردند، توجه بیشتری را به خود جلب کرد ("این تقصیر خودش است. فاحشه مانند یک آلمانی راه می‌رفت»)، پس از آن، مدیر مدرسه، فولکر استفنس، نامه‌ای سرگشاده نوشت که در بیشتر کلاس‌ها خوانده می‌شد («این دانش‌آموزان با چشم پوشی از قتل، آرامش زندگی مدرسه را از بین می‌برند. ما سخنان نفرت انگیز علیه آزادی را تحمل نمی‌کنیم. "). او واکنش سراسری را در رسانه‌ها برانگیخت و بحثی را در مورد یک درس اجباری در مدارس برلین تجدید کرد. رئیس‌جمهور فدرال هورست کوهلر در نامه ای از ژوئیه ۲۰۰۵ از استفنس به خاطر تعهدش تشکر کرد و خاطرنشان کرد: «درک اشتباه از تساهل، تلاش برای هماهنگی یا فقدان شجاعت نباید منجر به نادیده گرفتن قوانین اساسی همزیستی در جامعه ما شود.» دانش آموزان اخطار دریافت کردند.
در ۲۲ ام در فوریه ۲۰۰۵، در محل جنایت، مراسمی با حضور حدود ۱۰۰ نفر با و بدون سابقه مهاجرت برگزار شد. انجمن لزبین‌ها و همجنس گرایان برلین او را فراخوانده بود. مراسم شب زنده داری دیگر به ابتکار سیاستمداران و هنرمندان در ۲۴ آوریل برگزار شد. در عوض فوریه سیاستمداران و فعالان حقوق زنان خواستار بیانیه ای صریح دربارهٔ موضوع «قتل ناموسی» از سوی انجمن‌های ترک و اسلامی در آلمان شدند. در ۵ مارس بیش از هزار نفر، که توسط Terre des Femmes و تقریباً تمام انجمن‌های زنان برلین در داخل و خارج از احزاب فراخوانده شده بودند، در تالار شهر نوکولن علیه «قتل ناموسی» تظاهرات کردند. در روز جهانی زن در ۸ مارس مارس ۲۰۰۵ تظاهراتی در بسیاری از شهرهای آلمان علیه قتل سوروجو و علیه جنایت به اصطلاح قتل‌های ناموسی برگزار شد. جیاستتین سایان، سیاستمدار کرد تبار، برگزارکنندگان را متهم کرد که از هیچ نماینده کردی دعوت نکرده‌اند. سایان گفت: «ما همه از ترکیه هستیم، اما همه ما ترک نیستیم» - حتی اگر تمایز باعث تبرئه ترک‌های واقعی شود.
شعار «هرگز هاتون را فراموش نکن! کمپین علیه قتل‌های ناموسی به سرلوحه کنفرانس فعالان حقوق زنان مسلمان در روز جهانی زن در سال ۲۰۰۶ در کلن تبدیل شد که توسط Terre des Femmes، آزادی زنان – ایران، بدون شرع – کمپین بین‌المللی علیه دادگاه شرعی در کانادا و کمیته بین‌المللی علیه سنگسار حمایت شد. در ۲. در سالگرد مرگ در سال ۲۰۰۷، گروه پارلمانی سبزها در برلین مراسمی را در محل جنایت ترتیب داد. هیچ نماینده ای از باشگاه‌های ترکیه در این بزرگداشت حضور نداشت که بعداً مورد تأسف آنها قرار گرفت.

## سنگ یادبود
علیرغم تصمیم شورای منطقه در اواسط سال ۲۰۰۶، در سال ۲۰۰۷ هیچ پلاک یادبودی به آپارتمان وی نصب نشده بود. در همان شب، گل‌ها و سایر یادگاری‌های صحنه جرم توسط افراد ناشناس به‌طور مرتب حذف می‌شد. فقدان لوح یادبود در مراسم تشییع سومین سالگرد نیز مورد انتقاد قرار گرفت. مدیریت املاک اصولاً با یک لوح یادبود موافقت کرده بود، اما فقط در حدود ۱۰۰ سال خواهان آن بود. متر دورتر از صحنه جرم
به دنبال ابتکار شهردار منطقه در آن زمان، گروه Ekkehard (SPD)، صخره ای با یک لوح یادبود در مقابل خانه در گوشه Oberlandstrasse و Oberlandgarten در ژوئن ۲۰۰۸ نصب شد. متن زیر به آلمانی و ترکی روی آن نوشته شده‌است: «اینجا Hatun سوروجو (متولد ۱۹۸۲) در ۷ متولد شد. در فوریه ۲۰۰۵ به قتل رسید، زیرا در برابر اجبار و ظلم خانواده‌اش تسلیم نشد، بلکه زندگی مستقلی داشت. به یاد او و دیگر قربانیان خشونت علیه زنان در این شهر. پس از یک بحث طولانی، شورای منطقه Tempelhof-Schöneberg به اتفاق آرا متن را تصویب کرد. با این حال، پلاک یادبود در ابتدا سال تولد نادرست را نشان می‌داد (۱۹۸۳ به جای ۱۹۸۲)، تاریخ در سال ۲۰۱۳ تصحیح شد.
پس از قتل، همه مستاجران به آپارتمانی که بعداً بازسازی شد، نقل مکان کردند.

## خانواده
در تابستان ۲۰۰۶، خواهر ۱۶ ساله آن زمان سونگول سوروچو از مدرسه ابرهارد کلاین خارج شد، زیرا او داوطلبانه به ترکیه نقل مکان کرد. به گفته آموزگاران، اظهار نظر داوطلبانه غیرقابل باور به نظر می‌رسد، زیرا در جریان دادگاه «از یک معلم پرسیده بود که چگونه می‌تواند از خانه فرار کند». پسر هاتون سوروجو تا زمانی که به سن بلوغ رسید با یک خانواده سرپرست زندگی کرد. خواهر Hatun سوروجو Arzu سوروجو اعلام کرد که به دنبال حضانت جان خواهد بود. اگر دادگاه خانواده درخواست را رد کند، پدر بیولوژیکی که در استانبول زندگی می‌کند باید حضانت را دریافت کند. سیاستمداران از همه جناح‌های مجلس نمایندگان برلین، مانند Özcan Mutlu (Bündnis 90/Die Grünen), Giyasettin Sayan (حزب چپ). PDS)، سناتور جوانان برلین، کلاوس بوگر (SPD) یا فریدبرت فلوگر (CDU)، از قصد خانواده سوروجو برای درخواست حضانت انتقاد کردند. کارشناسان حقوقی احتمال این را بسیار اندک ارزیابی کردند. در ۲۰. در اول دسامبر ۲۰۰۶، دادگاه منطقه تمپلهوف-کروزبرگ درخواست خواهر زن مقتول را برای حضانت پسر بازمانده اش رد کرد. خواهر Arzu سوروجو علیه این تصمیم دادگاه، که در ۲۴ آوریل تسلیم شد، درخواست تجدید نظر کرد. ژوئیه ۲۰۰۷ توسط دادگاه منطقه ای برلین رد شد.
چهار سال پس از تشییع جنازه، در مارس ۲۰۰۹، مشخص شد که خانواده هنوز برای سنگ قبر هاتون سوروچو پول نپرداخته‌اند. این گور در بخش اسلامی گورستان چشم‌انداز گاتو، بلوک ۱۴، محل قبر 95 نزدیک گاتو در جنوب منطقه اسپانداو و شمال پوتسدام) واقع شده‌است. قبر Hatun سوروجو نگهداری نمی‌شود (از سال 2015).
Giyasettin Sayan، نماینده پارلمان در برلین و سخنگوی چپ (آلمان) در مورد سیاست پناهندگان، بار دیگر در اوت ۲۰۱۱ اشاره کرد که برادران آیهان، موتلو و پدرشان در مسجد اصحاب کهف در برلین- گسندبرونن تلقینات ایدئولوژیک دریافت کرده‌اند. برخی از اعضای این جماعت کوچک همبستگی خود را با متین کاپلان واعظی که از آلمان اخراج بود نشان داده بودند و در مجموع اعضای آنها «ایدئولوگ‌های افراطی» محسوب می‌شدند. آیهان سوروجو همچنین در رویدادهایی که توسط سازمان اسلامگرای حزب التحریر سازماندهی شده بود، شرکت داشت که از آن زمان ممنوع شده‌است. آیهان سوروچو تنها زمانی که در زندان بود با یک آلمانی دوست شد. او خود را یک «مسلمان کاملاً معمولی» می‌بیند که با دین خود زندگی می‌کند و می‌خواهد با همنوعان خود کنار بیاید. در بازداشتگاه، خودش را به عنوان سخنگوی زندانیان انتخاب کرده بود.

## مراحل دادگاه

### فرایند اول
در ژوئیه ۲۰۰۵، دفتر دادستانی عمومی برلین علیه سه برادر کشته شدگان به اتهام قتل با هم اتهاماتی را مطرح کرد و آنها را به انگیزه‌های پست و تاکتیک‌های موذیانه متهم کرد.
بر اساس تحقیقات انجام شده، انگیزه این اقدام توهین به ناموس خانوادگی بوده‌است. برادرها شرمنده خواهرشان بودند که مستقل زندگی می‌کرد و روسری نداشت. آنها همچنین می‌ترسیدند که او پسرش را طبق روایات تربیت نکند. مسن‌ترین متهم موتلو (* ۱۹۸۰) قرار است اسلحه و برادر وسطی آلپاسلان (* ۱۹۸۱) «حمایت اخلاقی» را در نزدیکی صحنه جنایت ارائه کرد.
در ۱۴ ام. سپتامبر ۲۰۰۵ کوچک‌ترین برادر آیهان (* ۱۹۸۶) قتل. در ۹ در مارس ۲۰۰۶ او سعی کرد در حین انتقال زندانیان فرار کند. این اولین تلاش برای فرار از حمل و نقل زندانیان در برلین از سال 1987. در روز ۵ در ۱ آوریل ۲۰۰۷، آیهان سوروجو به دلیل نزاع در بازداشتگاه نوجوانان، شورش زندانیان و نگهداری مواد مخدر مجدداً محکوم شد و به مدت سه ماه تمدید شد.
ناظران محاکمه مانند وکیل اولریکه زچر و جامعه‌شناس نکلا کلک، پذیرش جرم کوچک‌ترین برادر را تاکتیکی برای تسکین خانواده به عنوان سازمان مجری قانون مسئول می‌دانند. احمد توپراک، دانشمند علوم اجتماعی، همچنین فرض می‌کند که تمام خانواده در این پرونده دخیل بوده‌اند. از سوی دیگر، ورنر شیفاوئر، همکار او، انگیزه جنایت را «قتل ناموسی» انکار می‌کند، که او آن را بسیار غیرمتمایز می‌داند.
در یازدهم فوریه ۲۰۰۵ آیهان یک ساعت طلایی از پدرش دریافت کرد. به گفته محققان، خانواده‌های مسلمان معتقد، ساعت را به عنوان هدیه پدر به پسر به عنوان پاداش و قدردانی می‌دانند. هر بار که شاهد اصلی و مادرش با محافظان و جلیقه‌های ضد گلوله وارد دادگاه می‌شدند، متهم آیهان سوروچو آستین‌های خود را بالا می‌زد و ساعت مچی طلای خود را به شکلی نمایشی نشان می‌داد. روزنامه دی ولت در سال ۲۰۰۶ نوشت که آیهان سوروجو "از مدت‌ها قبل تبدیل به بت بسیاری از جوانان ترک و کرد" شده بود و او در کنار سایر زندانیان در بازداشتگاه نوجوانان کیفرنگرود "مقام شهادت " داشت. بسیاری از زندانیان مسلمان او را به عنوان یک قهرمان مورد احترام قرار می‌دادند.
دفاع تلاش کرد تا اعتبار شاهد کلیدی ملک را آزمایش کند (* ۱۹۸۷) با یک پرسش بیش از ده ساعت و گزارش‌هایی برای اثبات تز مجرم تنها. شاهد اصلی و همچنین مادرش تحت برنامه حفاظت از شاهد هستند. دفتر دادستانی تنها به دلیل شهادت ملک که دوست دختر آیهان سوروچو اعتراف کننده در زمان جنایت بود، توانست اتهام‌ها خود را مطرح کند. قاضی مایکل دگریف در حکم خود او را تأیید کرد که او «در اصل یک شاهد معتبر است». با این حال، رئیس دادگاه تبرئه دو برادر بزرگتر را صرفاً اینگونه توجیه کرد که شهادت شاهد برای اثبات مجرم بودن همدستان در این جنایت کافی نیست. از سوی دیگر، ناظران فرایند، از عدم دقت در اجرای فرایند توسط او و بالاتر از همه از سوی سلف وی هاینز-پیتر پلفکا، که در دسامبر ۲۰۰۵ به بازنشستگی پیش از موعد رفت، انتقاد کردند. تنها در اواخر این فرایند انتقاد از اجرای سهل انگارانه این فرایند به‌طور فزاینده ای مطرح شد. به عنوان مثال، انتقاد شد که نشانه‌های استفاده از خشونت جنسی علیه هاتون سوروچو پیگیری نشد و تهدیدات آشکارا توسط متهم در طول جلسه به‌اندازه کافی توسط قاضی دادگاه تنظیم نشد. نکلا کلک جدی‌ترین اتهام را مطرح کرد: "... اگر دادگاه با دقت بیشتری به عمل و انگیزه‌ها می‌پرداخت، می‌توانست به نتایجی فراتر از بازسازی جریان جرم با استفاده از ابزار قانون آیین دادرسی کیفری برسد.
به گفته آوریم بابا، نماینده پارلمان ایالت برلین (سخنگوی زنان حزب چپ. PDS در مجلس نمایندگان برلین) ملک اکنون باید در تمام زندگی خود انتظار داشته باشد که اتفاقی برای او بیفتد.

### حکم
در سیزدهم در ۱۰ آوریل ۲۰۰۶، دادگاه منطقه ای برلین، جوانترین متهم، آیهان سوروجو، را به ۹ سال و سه ماه حبس تعزیری محکوم کرد و دو برادر بزرگتر متهم دیگر، آلپاسلان و موتلو سوروچو را به دلیل نداشتن مدرک تبرئه کرد. دادستانی علیه این حکم به دادگاه منطقه ای برلین اعتراض کرد که در مورد آن ۵ سنای جنایی دادگاه فدرال دادگستری در لایپزیگ در ۲۸. اوت ۲۰۰۷ مذاکره شد.
این حکم با واکنش‌های متفاوتی در رسانه‌ها و کارشناسان مواجه شد. سیاستمدارانی مانند جم اوزدمیر و خاورشناس هانس پیتر راداتز از این حکم انتقاد کردند که بسیار ملایم است. از سوی دیگر، کورتینگ، سناتور داخلی برلین، از این حکم به عنوان بیان یک دولت قانون اساسی کارآمد استقبال کرد. با این وجود، او پیشنهاد کرد که خانواده سوروجو آلمان را ترک کنند. از سوی دیگر، جلال آتاچ، دبیرکل جامعه ترک در برلین گفت: ما به عنوان افراد خارجی نمی‌توانیم ببینیم که در خانواده چه می‌گذرد. "
گروه پارلمانی CDU برلین خواستار تغییر قوانین کیفری برای مجرمان جوان شد، زیرا بزرگسالی نیز مستلزم ظرفیت کامل کیفری است. از سوی دیگر، گروه پارلمانی SPD خواستار گنجاندن ازدواج‌های اجباری در قانون جزا به عنوان موارد جدی اجبار شد. سیبیل شرایبر از Terre des Femmes گفت که این حکم سیگنال اشتباهی را به مجرمان فرستاد و خواستار پایان دادن به تساهل آلمان نسبت به " جوامع موازی " شد. روزنامه‌های ملییت و حریت ترکیه با استناد به اظهارات انتقادی شهروندان ترکیه و اظهارنظرهای انتقادی خود که در آن حکم بسیار ملایم ارزیابی شده‌است، از این حکم فاصله گرفتند.
سیاستمداران مهاجرت مانند اکین دلیگوز، معاون کمیته خانواده در بوندستاگ (Bündnis 90/Die Grünen) و سیدار دمیردوگن، رئیس وقت انجمن فدرال زنان مهاجر، نسبت به گسترش احساسات عمومی علیه خارجی‌ها هشدار دادند. علاوه بر این، بحث سیاسی در مورد راه حمایت بهتر از ادغام مهاجران تشدید شد. برخلاف خواسته‌های سیاستمداران برجسته برای تشدید قوانین کیفری و تبعید بیشتر، دلیگوز به «مهدکودک‌ها، در اولین فرصت ممکن و تا زمانی که ممکن است، دوره‌های زبانی که در آن کودکان رفتار اجتماعی را نیز یادمی‌گیرند، تکیه کرد. و تعلیمات دینی اسلامی که بی‌اختیار به انجمن‌های اسلامی رها نمی‌شود. وزیر کشور فدرال شوبله افزایش بودجه سالانه را از ۱۴۰ اعلام کرد میلیون یورو برای دوره‌های زبان اگر کافی نباشد.
در ۴. در ۱ ژوئیه ۲۰۱۴، آیهان سوروجو بلافاصله پس از پایان بازداشت، با هواپیما به ترکیه اخراج شد. به گفته مقامات مهاجرت برلین، او در دوران حبس خود هیچ «پشیمانی قابل قبولی» نشان نداد، اگرچه در این مدت توانست روان درمانی و سه سال کارآموزی به عنوان نجار را به پایان برساند. از سوی دیگر، آیهان سوروچو «توافقنامه خود را با آلمان کامل کرده بود» زیرا هیچ گونه معافیتی از بازداشت برای وی صادر نشده بود. از آن زمان او در خانه برادرش موتلو در استانبول عمرانیه زندگی می‌کند، جایی که او یک تنقلات بار کوفته را اداره می‌کند، که برادرش موتلو برای او راه اندازی کرد. یکی از زندانیان سابق می‌گوید: «در آلمان دیگر نمی‌تواند با این نام کاری انجام دهد. در اوایل سال ۲۰۱۵، او در صفحه فیس بوک خود اظهارات تنفر آمیز علیه زنان و آلمان کرد و قربانیان تیم تحریریه شارلی ابدو را به سخره گرفت. کمی بعد این صفحه دیگر در دسترس نبود.

### تجدید نظر
در ۲۸ ام. اوت ۲۰۰۷، حکم دادگاه منطقه ای برلین، تا آنجا که دو برادر بزرگتر تبرئه شدند، در ۵ اوت. سنای جنایی دادگاه فدرال دادگستری در لایپزیگ لغو شد. BGH به ارزیابی شواهد به عنوان نادرست قانون اعتراض کرد. هنگام ارزیابی شاخص‌های استرس، دادگاه منطقه ای تا حدی الزامات نادرستی را برای شکل‌گیری محکومیت‌های خود در نظر گرفت. دادگاه منطقه ای اساساً ارزیابی خود را بر اساس اظهارات دوست دختر سابق آیهان سوروجو به عنوان به اصطلاح شاهد شنیده شده استوار کرد و به اندازه کافی در نظر نگرفت که اظهارات او توسط خود آیهان سوروجو تأیید شده‌است، حتی اگر او دیگر نمی‌خواست آنها را از نظر محتوا بپذیرد. . بحث در مورد این سؤال اصلی که آیا آیهان سوروچو واقعاً به دوست دخترش که کاملاً به او اعتماد داشت، دروغ را در آن زمان گفته‌است، ناقص باقی ماند. تمام شرایطی که می‌تواند با این موضوع در تضاد باشد توسط دادگاه منطقه مورد بحث قرار نگرفت. علاوه بر این، در ارزیابی شواهد خلأهایی وجود دارد، زیرا به عنوان مثال، پیامکی از آیهان سوروجو به برادرش Alpaslan چند دقیقه پس از جنایت مورد توجه قرار نگرفت.
این پرونده برای محاکمه و تصمیم‌گیری جدید به شعبه کیفری دیگر دادگاه منطقه ای برلین ارجاع شد. سیران آتش دربارهٔ این تصمیم مثبت صحبت کرد و ابراز امیدواری کرد که محاکمه جدید بیشتر در مورد زمینه فرهنگی جنایت آشکار شود. با اتفاق نظر نادر، هم سیاستمداران همه احزاب پارلمانی و هم نمایندگان سازمان‌های آلمانی-ترکی از لغو حکم بدوی استقبال کردند.
دو برادر مظنون که ابتدا تبرئه شدند در آن زمان در ترکیه بودند. فقط موتلو سوروجو تابعیت آلمانی داشت. برای اینکه بتوانیم پرونده‌های جدیدی را آغاز کنیم، یک حکم بازداشت بین‌المللی از طریق اینترپل درخواست و تبلیغ شد. در مورد Alpaslan سوروجو، تابعیت ترکیه ای او به این معنی بود که فقط امکان واگذاری پرونده به ترکیه وجود داشت. از آنجایی که مقامات ترکیه از استرداد آلپاسلان و موتلو سوروجو خودداری کردند، دادستانی عمومی برلین در سال ۲۰۰۸ این پرونده را متوقف کرد.
خواهر شوهر سوروجو، همسر آلپاسلان سوروجو، توسط دادستان به شهادت دروغ در دادگاه قتل متهم شد. او به شوهرش عذر دروغی داد. اما به دلیل اقامت وی در ترکیه و به دلیل اینکه تاکنون هیچ محاکمه ای علیه وی در آنجا تشکیل نشده‌است، این اتهام قابل شنیدن نبود. او اکنون از او طلاق گرفته‌است و نمی‌خواهد با او زندگی کند.

### اولین آزمایش در ترکیه
در ژوئیه ۲۰۱۳، هشت سال پس از قتل سوروجو، مقام‌های ترکیه به‌طور رسمی تحقیقات خود را از دو مظنون ساکن ترکیه، آلپاسلان و موتلو سوروجو آغاز کردند. در پایان ژوئیه ۲۰۱۵ اعلام شد که دو تن از برادران سوروچو به قتل در ترکیه متهم شده‌اند. در حال حاضر در 10th در مارس ۲۰۱۵، دفتر دادستان کل استانبول قبل از 10th اتهامات خود را مطرح کرد. اتاق دادگاه عالی استانبول قوه قضاییه برلین تمام اسناد این پرونده را در اختیار مقام‌های ترکیه قرار داده بود. در ژانویه ۲۰۱۶، هر دو برادر در استانبول محاکمه شدند. آنها متهم شدند که کوچک‌ترین برادر را مأمور کشتن سوروجو و تهیه سلاح قتل کرده بودند. در زمان شروع دادگاه، موتلو سوروجو به رسانه‌ها توهین کرد و از یک توطئه گفت: «ای سگ‌های بدبخت! به دلیل مشکل آفرینی شما، حکم تبرئه ما لغو شد.
در میان ناظران محاکمه، زندگینامه نویس سوروجو، جو گول و وکیل آلمانی سیران آتش بودند. او از رفتار قضات در جلسه بعد از اولین روز جلسه انتقاد کرد و آن را مغرضانه خواند، زیرا آنها نسبت به متهم بسیار نرم بودند. به گزارش Goll، بر اساس یک بررسی آماری در سال ۲۰۱۴، به‌طور متوسط هر هفته ۶ زن توسط خانواده یا شوهران خود در ترکیه کشته می‌شوند. مجدداً، روند بعدی محاکمه به ظاهر شاهد اصلی ملک الف بستگی دارد که قبلاً در دادگاه اول به شدت آسیب دیده بود. در آن زمان، او «جلیقه ضد گلوله می‌پوشید، زیرا به‌طور گسترده توسط کل خانواده سوروجو مورد حمله و تهدید قرار گرفت». در اواسط فوریه ۲۰۱۷، در حالی که دادگاه همچنان در تلاش برای احضار شاهد اصلی بود، دفاعیه درخواست لغو ممنوعیت خروج دو برادر را پذیرفت.
پس از اینکه شاهد اصلی در دادگاه حاضر نشد، هر دو متهم در ماه مه ۲۰۱۷ در استانبول به دلیل کمبود شواهد تبرئه شدند. دادگاه استانبول به عنوان «نسخه بدی از دادگاه برلین» مورد انتقاد قرار گرفت. سیران آتش همچنین دادگاه استانبول را به صدور «حکم سیاسی» متهم کرد. طبق استانداردهای آلمان، اخذ مدارک در قانون اساسی بسیار ضعیف بود. سناتور زنان برلین در آن زمان، دیلک کولات (SPD) گفت که از این حکم «بسیار ناامید» شده‌است، زیرا او این دو برادر را «مقصر واقعی» می‌داند. دادستان ایوپ کارا در ژوئیه ۲۰۱۷ علیه این حکم درخواست تجدید نظر داد و خواستار محاکمه جدید در ترکیه شد.

### آزمایش دوم در ترکیه
در ۲۲ ام فوریه ۲۰۱۸ مشخص شد که یک دادگاه تجدیدنظر در استانبول تصمیم به بازگشایی محاکمه برادران سوروجو بر اساس شکایت وزارت امور خانواده ترکیه گرفته‌است. وزارت خانواده از آغاز محاکمه استانبول مطلع نشد. اما طبق قوانین ترکیه یک نماینده باید حضور می‌یافت. تاریخ اول دادگاه هنوز اعلام نشده‌است.

## اثرها
قتل هاتون سوروجو باعث ایجاد یک بحث سیاسی و اجتماعی گسترده در مورد شرایط اجتماعی شد که منجر به قتل او شد. به مناسبت قتل و بحث عمومی که در پی آن رخ داد، فدراسیون ترکیه برلین-براندنبورگ در ۴ آوریل بیانیه ای صادر کرد. مارس ۲۰۰۵ یک طرح ده ماده ای برای مبارزه با عدم تحمل زنان. در آن، انجمن خواستار آ. «تعقیب شدید ازدواج‌های اجباری» و «تعهد علنی و فعال همه سازمان‌های ترکی و اسلامی به حق زنان برای تعیین سرنوشت».
یک سال پس از قتل سوروچو، همه نمایندگان آلمانی و ترکی سازمان‌هایی که بیشتر درگیر مرگ او و پیشینه اجتماعی آن بودند، تأکید کردند که در این میان بازنگری تدریجی در سمت آلمانی‌ها و همچنین در سمت ترکیه-کرد آغاز شده‌است. اگرچه این تنها یک آغاز است، اما پس از چهل سال مهاجرت ترک‌ها-کردها به آلمان، چشم‌انداز امیدوارکننده‌ای است.
همچنین با استناد به قتل او، از سال ۲۰۰۶، ۷ تا ۱۰ قتل بوده‌است کلاس درس اخلاق اجباری. در سال ۲۰۰۹، یک ابتکار کلیسا (" Pro Reli ") خواستار این بود که این مقررات به نفع دین/اخلاق یک موضوع انتخابی از اول باشد. کلاس را لغو کند رفراندوم ناموفق بود.
گونتر پینینگ، کمیسر ادغام سنای برلین در آن زمان، در فوریه ۲۰۰۷ گفت که از زمان قتل هاتون سوروجو، زنان جوان ترک و کرد به‌طور فزاینده ای به دنبال خدمات مشاوره ایالتی بوده‌اند. با این حال، علاقه فزاینده به مشاوره در مقابل افزایش پس‌انداز در هزینه پروژه‌های این زنان است. نمایندگان انجمن ترکیه برلین-براندنبورگ (TBB) به مدارس می‌روند، با دانش‌آموزان بحث می‌کنند و موضوعاتی مانند افتخار، نقش‌های جنسیتی و سنت‌ها را در انجمن‌ها بحث می‌کنند.
مؤسسه دینی ترکی-اسلامی (DITIB) گفت که امامان این مؤسسه در خطبه‌های نماز جمعه در مورد حقوق زنان حساسیت بیشتری دارند. کنفرانس‌های تخصصی در زمینه خشونت و خشونت خانگی تشکیل شده‌است و در حال حاضر ۱۳ واعظ زن مسلمان در آن حضور دارند.
یکی دیگر از پیامدهای قتل هاتون سوروجو، تأسیس سازمان کمک به زنان (اکنون منقرض شده) «Hatun und Can e. V. برای زنان از همه ملیت‌ها که توسط خشونت تهدید می‌شوند. به زنان آسیب دیده باید به سرعت، غیر بوروکراتیک و از نظر مالی در بحران‌ها، مانند زمانی که از برلین دور می‌شوند، کمک کرد. سیران آتش، فعال حقوق زنان و وکیل دادگستری در ابتدا دربارهٔ این ابتکار مثبت صحبت کرد: «به این زنان جوان تعظیم می‌کنم. کاری که آنها انجام می‌دهند فوق‌العاده است. [...] این شجاعت مدنی و کمک دقیقاً همان چیزی است که لازم است و من از انجمن‌های ترکیه آرزو می‌کردم. در آوریل ۲۰۰۷، انجمن ترکیه برلین-براندنبورگ (TBB) تصمیم گرفت تا انجمن کمک‌های اضطراری "Hatun und Can e. V. برای حمایت شخصی، مالی و سازمانی. در مارس ۲۰۱۰، مؤسس انجمن دستگیر شد و توسط دفتر دادستان عمومی برلین به فعالیت‌های کلاهبرداری متهم شد. در سپتامبر ۲۰۱۱، وی به دلیل کلاهبرداری از اهدای اهداء به چهار سال و ده ماه زندان محکوم شد. دادگاه منطقه ای برلین ثابت کرد که او کمک‌های مالی حدود ۷۰۰۰۰۰ یورو را با ادعاهای دروغین به سرقت برده و از آنها برای اهداف خود استفاده کرده‌است. انجمن فقط به عنوان سازه ای برای جمع‌آوری کمک‌های مالی عمل کرد. پلیس توانست ۳۶۰ هزار یورو و یک خودرو به ارزش ۶۰ هزار یورو را تأمین کند، اما محل اختفای باقی مانده پول مشخص نشده‌است. بین درآمدهای حاصل از کمک‌ها و هزینه‌های تعیین شده فاصله ای در پوشش وجود داشت و متهم با کمک‌های مالی زندگی خوبی داشت. دادگاه متقاعد شد که تعداد کمی از زنان واقعاً کمک مالی یا حمایت‌های دیگری دریافت می‌کردند.
قتل سوروجو همچنین دلیل کمپین آزادی شما - افتخار من از ایالت نوردراین-وستفالن و سازمان‌های مهاجر از نوامبر ۲۰۰۶ بود که در آن جوانان ترک و کرد برای آزادی خواهران خود قیام کردند.
در سال ۲۰۱۰، موضوع تغییر نام خیابانی در برلین به یاد هاتون سوروچو بحث‌برانگیز بود. انجمن‌هایی مانند Terre des Femmes و Günter Piening، کمیسر ادغام برلین در آن زمان، از این خواسته حمایت کردند. در ۲. در ۱ مه ۲۰۱۳، کمیته فرهنگی Tempelhof-Schöneberg به پیشنهاد اتحادیه دموکرات مسیحی آلمان برای نامگذاری پلی از صحنه جرم Oberlandstraße به Tempelhofer Feld به نام‌هاتان سوروجو رأی مثبت داد. او را باید به خاطر «شجاعت و مسئولیت پذیری» اش تجلیل کرد. این پل باید «از سال ۲۰۱۶» ساخته شود. اما به دلیل رفراندوم موفقیت‌آمیز علیه توسعه تمپلهوفر فلد در ۲۵. پروژه ساخت و ساز در می ۲۰۱۴ متوقف شد.
برای فیلم درام Die Fremde محصول سال ۲۰۱۰، که دربارهٔ یک «قتل ناموسی» یک مادر جوان است، کارگردان Feo Aladag کار خود را بر اساس چندین پرونده جنایی از جمله پرونده خانواده سوروجو قرار داد.
از ۲۶ ام ژانویه تا هفتم فوریه ۲۰۱۳ باشگاه فوتبال برلین Türkiyemspor برلین را به ابتکار جیووانا کروگر و مورات دوگان «روزهای هاتون-سوروجو» با یک تورنمنت فوتبال برای همه تیم‌های زنان کروزبرگ و یک میزگرد در مورد نقش‌های زنان ترتیب داد. در سال ۲۰۱۵، دپارتمان زنان و دختران Türkiyemspor برلین برای سومین بار مسابقات فوتبال را به یاد Hatun سوروجو برگزار کرد. در یک رویداد، بازی‌های نقش آفرینی خود ساخته با موضوع «خانواده، شرافت و تعصبات» ارائه شد.
پروژه ضد خشونت Neukölln Heroes که در سال ۲۰۰۷ راه اندازی شد، در مراسم بزرگداشت سالانه در ۷ سپتامبر ۲۰۱۳ شرکت کرد. فوریه در صحنه جنایت در کنار سناتور داخلی وقت فرانک هنکل، که سپس از قهرمانان در دفتر پروژه آنها بازدید کرد. در سال ۲۰۱۵، آنها دوباره با یک مراسم تاج گل شرکت کردند و در مراسمی در تالار شهر شونبرگ شرکت کردند. در آنجا آنها بازی‌های نقش‌آفرینی را ارائه کردند که «با آن‌ها جوانان مدارس برلین را تشویق می‌کنند تا به الگوهای قدیمی فکر کنند.
گروه پارلمانی برلین اتحاد ۹۰/سبزها از سال ۲۰۱۳ هر سال یک جایزه افتخاری، جایزه Hatun Sürücü را به پروژه‌ها و طرح‌هایی اعطا می‌کند که «از استقلال دختران و زنان جوان به شیوه‌ای خاص حمایت می‌کنند».
در سال ۲۰۱۵ بزرگداشت ۱۰ یکی از سخنرانان سالگرد قتل سوروچو، دیلک کولات، سناتور وقت برلین برای کار، زنان و ادغام بود که خواستار قوانین سختگیرانه‌تر علیه ازدواج‌های اجباری شد. او همچنین از انجمن‌های اسلامی خواست تا از تحمل واعظان زن ستیز دست بردارند.
در فوریه ۲۰۱۸، مجلس سنای حمل و نقل شهر برلین نام خود را برای پل بزرگراه جدید به Sonnenallee در نزدیکی هتل Estrel از چندین پیشنهاد منطقه انتخاب کرد. به گفته یورگ اشتاینرت (LGBT)، پیشنهادات دیگر بن‌بست در مناطق صنعتی بود. سوزانا کالهفلد، نماینده سبزهای برلین، این انتخابات را رد کرد و آن را «به شدت غمگین، غم‌انگیز، بی رحم» خواند. در مقابل، شهردار منطقه Neukölln در آن زمان، Franziska Giffey (SPD)، از انتخاب مکان حمایت کرد. در پایان فوریه ۲۰۱۹، پل و سه پل دیگر نوکولن بدون برگزاری مراسم نامگذاری به روی ترافیک باز شدند.
شهردار منطقه Angelika Schöttler (SPD) و رئیس مجمع منطقه Tempelhof-Schöneberg, Stefan Böltes (SPD)، توجه را به مراسم سالانه تاج گل در فوریه ۲۰۱۹ جلب کردند که منطقه به معلمان نامه نوشت: «در مورد مشکل ازدواج‌های اجباری در تعطیلات تابستانی». بر اساس تحقیقات کارگروه برلین علیه ازدواج‌های اجباری، در مجموع ۵۷۰ مورد اقدام به ازدواج اجباری یا واقعی در سال ۲۰۱۷ در برلین مشخص شد.
زندگی Hatun سوروجو در سال ۲۰۱۸ در مستند درام " Nur Eine Frau " توسط کارگردان Sherry Hormann فیلمبرداری شد. کتاب Jo Goll و Matthias Deiß «قتل افتخاری - سرنوشت آلمانی» (۲۰۱۱) به عنوان الگویی برای فیلمنامه عمل کرد. این فیلم درام اولین نمایش سینمایی خود را در برلیناله ۲۰۱۹ داشت. اولین بار یک هفته قبل از ۱۵ آوریل از تلویزیون پخش شد. سالگرد درگذشت او در ۲۹. ژانویه ۲۰۲۰ در اولین ساعت پربیننده تلویزیون آلمان.
در ۱۵ ام در سالگرد قتل او (۲۰۲۰)، نمایندگان پروژه‌های کمک به دختران و زنان خواستار حمایت مالی بیشتر شدند. تمامی مراکز مشاوره و پناهگاه‌های مربوطه از کمبود بودجه دائمی رنج می‌برند. به همین دلیل است که بسیاری از دختران مجبورند به خانواده‌های خشن بازگردند.

## مکان‌های یادبود
- سنگ قبر در قبرستان چشم‌انداز برلین (گاتو)
- سنگ یادبود در گوشه Oberlandstraße و Oberlandgarten با یک پلاک یادبود (به بخش سنگ یادبود در بالا مراجعه کنید).
- پل Hatun-سوروجو در برلین (Neukölln), Sonnenallee، پل بر روی A 100 Autobahn، نامگذاری شده برای سیزدهمین سالگرد مرگ در ۷ فوریه ۲۰۱۸ (به بخش Impact در بالا مراجعه کنید).
- Hatun-Sürücu-Platz به عنوان یک میدان مجاور به Poststadion در منطقه Moabit، جایی که مسابقات فوتبال SC Union Berlin 06 برگزار می‌شود.

## استقبال در رسانه‌ها
- گزارش‌ها
- Matthias Deiß, Jo Goll : اینگونه بود که Ayhan سوروجو خواهرش هاتون را کشت . در: دی ولت، ۲۶. ژوئیه ۲۰۱۱
- کاتیا فوکسل و ورنر ون ببر: جایی که حافظه زنده می‌شود. در: آینه روزانه، ۵. فوریه ۲۰۰۶
- Katja Füchsel: Death and the Maidens . در: آینه روزانه، ۱۲. اکتبر ۲۰۰۵; گزارش پس زمینه
- سابین دکورث، فرانک نورهاوزن: زندگی دوم هاتون سوروجو . در: Berliner Zeitung، ۴. مارس ۲۰۰۵

پرونده
- یورگ لائو: مثل یک آلمانی. در: The Time، ۲۴. فوریه ۲۰۰۵، شماره. ۹

مصاحبه‌ها
- زنان بیشتری در حال مبارزه هستند . در: آینه روزانه، ۷. فوریه ۲۰۰۶; «سیران آتش فعال حقوق زنان از تجربیات خود از زمان این اقدام خونین»
- یک لذت برای لرزیدن . در: تاز، ۱۷. اکتبر ۲۰۰۵; مصاحبه با ورنر شیفاوئر
- آنها پسران ولخرج هستند . در: تاز، ۲۳. سپتامبر ۲۰۰۵; مصاحبه با دانشمند علوم اجتماعی Necla Kelek به مناسبت محاکمه سوروجو، تحلیل خانواده- جامعه شناختی خانواده هسته ای اسلامی-ارتدوکس

روند
- Necla Kelek : پرونده سوروجو: او بهای آزادی ما را می‌پردازد . در: فرانکفورتر آلگماینه زایتونگ، ۲۴. آوریل ۲۰۰۶; شامل واژه‌نامه ای از اصطلاحات اخلاقی ترکی است
- افتخار در دادگاه . در: جهان، ۲. آوریل ۲۰۰۶; انتقاد از روند
- شاهد کلیدی ملک: قتل نباید بدون مجازات بماند. وکیل وضعیت را در دادگاه شرح می‌دهد . در: جهان، ۸. فوریه ۲۰۰۶
- مجازات اعدام برای یک زندگی . در: تاز، ۷. فوریه ۲۰۰۶; تراز موقت را تنظیم می‌کند
- پسران قدرت نظم در خانواده هستند . در: آینه روزانه، ۱۷. سپتامبر ۲۰۰۵

## لینک‌های وب
- Rhea Wessel, Gunther Kohn: یادداشت از ۴. ژانویه ۲۰۱۴ در آرشیو اینترنت) (انگلیسی)
- رئیس‌جمهور فدرال کوهلر از مدیر مدرسه شجاع تشکر می‌کند . در: اشپیگل آنلاین، ۱۳. آگوست ۲۰۰۵; با اسناد نامه سرگشاده مدیر مدرسه استفنس و نامه تشکر از رئیس‌جمهور فدرال کوهلر
- در مورد حکم دادگاه سوروجو. اولریش ویکرت در گفتگو با سراپ چیللی، موضوعات روزانه، ۱۳. آوریل ۲۰۰۶، (۰۴:۱۶ دقیقه)